# Bertrice Small
Bertrice Small (ur. 9 grudnia 1937 w Nowym Jorku, zm. 24 lutego 2015) – amerykańska pisarka, autorka licznych romansów.
W Polsce ukazały się:
- Dzikuska (przeł. A. Pajek)
- Królewska intryga (przeł. I. Chamska)
- Namiętności Skye O'Malley (przeł. A. Pajek)
- Nazajutrz (przeł. A. Pajek)
- Niepokonana (przeł. I. Chamska)
- Niewinna (przeł. Anna Zielińska)
- Od pierwszego wejrzenia (przeł. H. Rostkowska-Kowalczyk)
- Odzyskana miłość (przeł. A. Pajek)
- Panny ze Smoczego Gniazda (przeł. E. Rudolf)
- Piekielnica (przeł. I. Chamska)
- Piękna Rosamunda (przeł. H. Rostkowska-Kowalczyk)
- Pod naporem uczuć (przeł. H. Rostkowska-Kowalczyk)
- Prawdziwa miłość (przeł. H. Rostkowska-Kowalczyk)
- Rozterki serca (przeł. A. Pajek)
- Sekutnica (przeł. I. Chamska)
- Urzeczona (przeł. A. Pajek)
- Wszystkie szczęśliwe poranki (przeł. A. Pajek)
- Wszystko ponad miłość (przeł. A. Pajek)
- Złośnice (przeł. A. Pajek)